# ابن صلاح
ابو عمرو عثمان بن عبد الرحمان صلاح الدین الکردی شمس الدین شهرزوری (۱۱۸۱ م / ۵۷۷ ق - ۱۲۴۵/۶۴۳)، که معمولاً به عنوان ابن صلاح شناخته می‌شود، کرد شافعی متخصص حدیث و نویسنده مقاله مقدمه برعلوم حدیث بود. وی اصالتاً اهل منطقه شهرزور در استان سلیمانیه در کردستان عراق بود، در موصل بزرگ شد و سپس در دمشق اقامت گزید و در آنجا درگذشت.

## اوایل زندگی

### تولد
ابن صلاح در سال ۱۱۸۱ م / ۵۷۷ هجری قمری در شهرزور متولد شد.

### تحصیلات
وی ابتدا نزد پدرش در شهرزور، که ـ در حال حاضر قسمت جنوب شرقی مناطق کردستان عراق قرار دارد ـ فقه را فرا گرفت. وی سپس برای مدت زمانی نامعلوم در موصل زندگی و در نزد تعدادی از علمای دینی محلی آنجا تحصیل کرد. وی در تعدادی از شهرها از جمله: بغداد، همدان، نیشابور، مرو، حلب، دمشق و حران تحصیل نمود.
ابن خلکان گفت که شنیده‌است که «ابن صلاح در سنین نوجوانی، المهذب، یکی از متون اصلی مذهب شافعی را بارها و بارها خوانده‌است.» او خواندن صحیح بخاری بر دو تن از معلمان خود، الموید بن محمد طوسی و منصور بن عبدالمنعم الفراوی و همچنین در السنن الکبری، توسط بیهقی، بر دومی را نقل کرده‌است.

## شغل علمی

### تخصص‌های او
ابن صلاح بیشتر به خاطر تلاش در زمینه حدیث شناخته شده بود، اما در رشته‌های مختلف هم کاملاً مستدل بود. ابن خلکان وی را به عنوان یکی از علمای نمونه تفسیر قرآن، حدیث و فقه و برخی از رشته‌های دینی و فتوا دادن توصیف کرده‌است. الفارسی وی را چنین توصیف کرده که "استاد در فقه و حدیث و غیر آن است." الذهبی وی را "قوی در زبان عربی " و " شیخ علمای شافعی " معرفی نموده و ابن حاجب او را متخصص برجسته‌ای در (اصول) و (فروع) می‌داند.

### موقعیت‌ها
ابن صلاح در طول زندگی خود مقامات مختلفی داشت. او ابتدا در مدرسه صلاحیه در اورشلیم تدریس کرد، و سپس، در پی تخریب دیوارهای شهر آن، به دمشق نقل مکان نموده و در مدرسه رواحیه مشغول به تدریس شد. وی به دنبال تأسیس دارالحدیث اشرفیه، شیخ آن گردید و اولین شخصی بود که در سال ۵۳۰ هجری قمری در آنجا تعلیم و حکم می‌داد. در همین‌جا بود که وی کار خود را در زمینه مقدمه در علم حدیث به شاگردان خود آغاز کرد. وی سپس به عنوان معلم در مدرسه الشامیه الشغاره منصوب شد.

### شاگردان
ابن صلاح شاگردانی دارد که برخی از آنها در جایگاه خود برجستگی پیدا کردند. از آنها:
- ابن خلکان
- ابن رازین
- کمال اسحق
- کمال سالار
- شمس الدین عبدالرحمن نوح مقدسی
- شهاب الدین ابوشامه

## مقام کلامی
ابن صلاح موضع خود را در مورد فلسفه روشن کرده و آن را چنین توصیف نمود: "اساس حماقت و انحطاط، موضوعی از سردرگمی و گمراهی که ناشی از انحراف و کفر است. هر کس درگیر فلسفه شده‌است بینش خود را به جنبه‌های زیادی از شریعت تایید شده کور کرده‌است. " به دلیل اصرار وی، هیچ‌کس مجاز به خواندن مباحث بلاغت یا فلسفه در دمشق نبود، موضوعی که رهبران از آن پشتیبانی می‌کردند.

## مرگ
ابن صلاح روز دوشنبه هجدهم سپتامبر ۱۲۴۵ م / ۶۴۳ هجری قمری، در سن ۶۶ سالگی درگذشت. نماز تشییع جنازه وی در مسجد جماعت دمشق اقامه شد. جمعیت بسیاری در این مراسم شرکت کردند. وی را در قبرستان صوفیه، که اکنون محل بیمارستان و مسجد است، به خاک سپردند.

## آثار
ابن صلاح دارای چندین اثر است که، برجسته‌ترین آنها عبارتنداز:
- مقدمه‌ای در علم حدیث - شاید بهترین اثر شناخته شده وی.[۲]
- اشکالات علی الوسیط، یا شرح مشکل الوسیط - که نظر مختصر متشکل در موضوعات مختلف می‌باشد؛ که بیشتر به فقه شافعی نظر دارد.
- الامالی - رونویسی از حدیثی که او با سلسله کامل روایت برای شاگردانش خوانده‌است.[۳]
- صیانه (صحیح مسلم)- توضیحی دربارهٔ صحیح مسلم که فقط قسمت آغازین آن منتشر شده و النووی در توضیحات خود به آن اشاره کرده‌است.[۴]
- احکام فتوا یا احکام دینی متعدد ، ابو شهبه درباره‌اش گفته که «منافع زیادی دارد.»
- فاوا از سفرهایش می‌باشد که شامل تعداد زیادی از مطالب جالب توجه در رشته‌های مختلف است که وی در سفر به خراسان جمع‌آوری کرد.
- ادب مفتی و المستفتی
- نکات المهذب (شرحی بر المهذب)
- طبقات lلفقها الشافعیه مجموعه‌ای از دانشمندان فقهی کمتر شناخته شده شافعی است که نووی آنها را خلاصه کرده و به آنها افزود. ابن صلاح قبل از اتمام این کار درگذشت.